# おかしな刑事
『おかしな刑事』（おかしなけいじ）は、テレビ朝日・東映の共同製作によるテレビドラマで、 2003年から2024年まで、全27作がテレビ朝日系で放送された。副題は『居眠り刑事とエリート女警視の父娘捜査』、主演は伊東四朗と羽田美智子である。
第13作まで「土曜ワイド劇場」枠、第14作は「土曜プライム・土曜ワイド劇場」枠、第15作・第17作は「ミステリースペシャル」枠、第16作は「日曜ワイド」枠、第18作から第24作は「日曜プライム」枠で放送。第25作以降は特番として放送された。なお、通常は東京都北区王子を舞台に描かれているが、第22作・第24作は「京都スペシャル」と題され、舞台を京都に移し、ほぼ全編が京都で撮影された。
なお、第16作が放送された翌週の2017年8月6日に、スピンオフに当たる『おかしな弁護士』が放送され、第17作が放送された2018年1月14日には、『おかしな弁護士2』も同日放送された。

## 概要
伊東四朗と小林聡美の『おかしな二人』シリーズが小林の多忙で続行不可となったため、相手役に羽田美智子を迎え、仕切り直したのが本シリーズである。
2003年に制作された第1作を経て2005年から年1回のレギュラー放送がされ、2015年以降は年2回の放送が多い（2019年は1月、6月、10月と年に3回も新作が放送された）。
鴨志田新一・岡崎真実親子が違う現場で同じ事件に遭遇、捜査を進めて行く内に合流し、その後「出張」と称して観光地を巡りながら事件解決をしていくというのが基本的な設定である。伊東にとっては次男・孝明との父子共演作品でもある。
2024年1月6日に第27作を「最終回」として放送され、物語の後半では鴨志田と真実の親子関係が明らかになる。姉小路邸での鴨志田の現役引退パーティーで締め括られ、20年の歴史に幕を下ろした。

## 登場人物

### 姉小路家の住人
鴨志田新一
演 - 伊東四朗（若き日：栢嶋孝志〈第12作・第17作〉）
警視庁東王子警察署刑事課 刑事。階級は警部補。愛称は「カモさん」で、被害者が現状に至るまでの動きを再現する動作は刑事仲間から「カモさんダンス」と呼ばれている。1958年生まれ（第15作）。
真実の実父で、妻・五月とは真実が小さい時に離婚している。周囲には親子関係を隠しており、敬語で話すようにしているが、真実との様子を見た事情を知らない登場人物からは「何だか親子のように見える」等と指摘される場面もある。2人が親子と知っているのは、真実の上司である田中刑事局長など、ごく一部の人物だけであるとされていたが、実際は東王子署の皆が薄々気づいており、後輩の大崎は「俺達、なんとなく気が付いていました」、係長の工藤は「知らんぷりし続けるの、苦労しました」と話している（第27作）。
捜査会議中の居眠りや単独行動などを頻繁に行うため、課長の坂下からはよく小言を言われているが、本人も周囲もあまり重く捉えてはいない。普段からスーツ姿だが、聞き込みなどの屋外行動での利便性を考えて革靴ではなくスニーカーを履いている。最新機器などには疎く、携帯電話はスマートフォンではなくガラケーを使用している(第23作でも使用)。普段は飄々としているが、良心のかけらもないような態度を取る人間には怒りを露わにすることもある。
行人の父（鴨志田の中学時代の友人）が海外赴任（アルゼンチン大使）となったため、その赴任中に行人のお目付け役も兼ねて真実と姉小路家に居候している（第1作）。
スピンオフ作品「おかしな弁護士」ではモブキャラクターとして登場し、事件に悩む行人を助けることもある。
岡崎真実
演 - 羽田美智子（幼少期：東未結〈第24作〉）
警察庁刑事局勤務。階級は警視。捜査会議の配席表示が「課長補佐」となっている事例（第10作）があるが、どの課に所属しているかは不明。
鴨志田の実娘。鴨志田と姉小路家に同居しているが、二人だけの時でも父親を「鴨志田さん」と苗字で呼ぶなどの変わった所がある。33歳（第8作）。
東王子署管内で事件が起きると捜査員として参加するために警察庁から出向してくる。
司法試験に一発で合格するなど才色兼備に見えるが、料理と片付けができないなど生活力に欠ける一面も。特別な事情を抱えた事件の指揮を執ることが多いが、取り調べ中に被疑者を殴って謹慎させられたこともある（第2作）。
第19作では次期総理候補と言われる国会議員・池沢キミ子の特別警護に当たっている途中で狙撃されるが、腕をかすめただけで大事には至らなかった。終盤で、事件の背後に池沢の息子・淳也による殺人事件が関係していたことが判明。淳也の逮捕に踏み切る刑事たちを止めようとする池沢に「国民は、息子の殺人を隠蔽する総理は願い下げです！」とその行動を厳しく非難した。
スピンオフ作品「おかしな弁護士」ではモブキャラクターとして登場し、事件に悩む行人を助ける事もある。
姉小路行人
演 - 石井正則（元アリtoキリギリス）（第1作 - 第17作・第26作 - ）
経歴：司法浪人（第1作 - 第10作）
→ 大脇修一郎法律事務所（第11作）
→ 武井昭一法律事務所（第12作 - 第17作）
鴨志田と真実の住む家の大家。
弁護士を目指して何度も司法試験を受け、その度に不合格となっていたが、長年の努力の末に司法試験に合格し（第10作）、弁護士として大脇修一郎法律事務所で働き出す（第11作）。その後、大脇修一郎が逮捕されたことで失職したが、直後に人手が足りないとして武井昭一に誘われ、彼の法律事務所で働き出す（第12作）。また、「おかしな弁護士」では主人公として登場し、殺人事件の容疑者の弁護を武井と共に担当しており、同時にその殺人事件の真相解明に動く。
極度の味オンチ。潔癖症の一面があり、真実のズボラな性格に我慢出来ずに自宅なのに出て行ってしまった事もある（第2作 - 第3作）。また、事件に悩む鴨志田と真実のサポート役に徹する時もあり、事件が起きる度に独自に調べては二人に報告もしている。
第18作〜25作ではロサンゼルスに滞在ということになっており、出演していない。また、第19作では現地事務所のボスで金髪のキャサリンと交際していることを武井昭一法律事務所の森聡子が語っている（その後、第26作でキャサリンとは最終的に恋愛関係にはいたらなかったことが判明する）。
第26作で帰国。帰国にあたり、アメリカで出会った婚約者来島くるみを連れてくるが、彼女はある事件の調査のために行人に接近しただけで、事件解決後に彼女が行人のもとから去って婚約は自然解消となる。

### 警視庁東王子警察署

#### 刑事課
坂下純次
演 - 小倉久寛
警視庁東王子警察署刑事課・課長。鴨志田の上司。
印旛沼にマイホームを建てており、5人の子持ち（ローンは残り27年）で、下の娘は3歳（第2作）である。また、鴨志田の単独行動の多さに頭を抱えており、いつも注意しているが、刑事としての実力は評価しており、時には協力する事もある。
工藤潔
演 - 飯田基祐
刑事。第1作は「工藤基祐」、第2作は「工藤通夫」の名前で登場。
第11作では「係長」とテロップが出ており、坂下らからは「係長」と呼ばれているが、腕章にはラインが入っていない。
大崎通夫
演 - 伊東孝明
刑事。第1作は「大崎貴明」、第2作は「大崎清」の名前で登場。和田とコンビを組むことが多い。
第13作で白石裕子と結婚することを決めるも、彼女の兄・信郎が殺人事件の重要参考人として取り調べを受けた過去があったため、お墨付きが欲しいと鴨志田に相談する。第13作で起きた女性作家殺人事件においても信郎が関係している疑いが浮上したが、最終的に無関係と判明。無事に裕子と結婚した。
和田一朗
演 - 福本伸一
経歴：警視庁渋谷中央警察署（第1作）
→ 警視庁東王子警察署刑事課（第2作 - ）
刑事。大崎とコンビを組むことが多い。
佐久間朗
演 - 柳沢慎吾（第1作）
刑事。鴨志田とコンビを組んでいた。
有賀智明
演 - 白石朋也（第7作 - 第9作）
刑事。
鈴木秀樹
演 -鈴木浩司（第7作 - 第21作・第23作・第25作 - ）
刑事。

#### 鑑識係
木村新
演 - まいど豊（第2作 - 第5作・第7作・第9作 - 第21作・第23作・第25作 - ）
鑑識員。第5作まで「木村修司」の名前で登場していた。
諸星雄一
演 - 諸星敦（第10作 - 第21作・第23作・第25作 - ）
鑑識員。木村の部下。

#### 署長
星田耕介
演 - ベンガル（第1作） → 佐渡稔（第2作 - ）
署長。階級は警視正。鴨志田の刑事としての実力は評価しているが、単独行動の多さには坂下同様頭を抱えており、捜査に真実が関わる度に「粗相のないように!!」と釘を刺している。

### 警察関係者
上野忠明
演 - 矢島健一（第2作 - 第5作）
警察庁刑事局長。階級は警視正（警視正が警察庁刑事局長に就く事は、実際にはありえない。警視監である）。
真実の上司。必要最小限の説明で部下を動かしており、特に真実には期待しているのだが、毎回上手く扱えずに苦労している。
田中孝典
演 - 上杉祥三（第7作・第9作 - 第21作・第23作・第25作 - ）
警察庁刑事局長。階級は警視監。
鴨志田が真実の実父である事を認知しており、東王子署管内で重大な事件が起きた際には真実を通じて捜査協力を依頼することもある。また、鴨志田を謹慎させた東王子署に謹慎の解除を命じるなど、鴨志田の能力を評価していることがうかがえる。
原島吾郎
演 - 木村祐一（第13作・第14作）
栃木県警察 刑事。階級は警部補（第13作） → 警部（第14作）。
鴨志田と真実の関係に気付いている節がある。
五十嵐進
演 - 駿河太郎（第14作・第15作・第17作）
警視庁捜査一課8係 刑事。実直や熱血を絵に描いたような熱い性格。年齢は、真実の5歳下（第14作）。
真実の恋人だったが、第18作の時点で破局している。
本間京一
演 - 中村俊介（第14作・第19作）
警視庁管理官。プライドの高いエリートで、所轄への態度や関係は悪い。星田にまで「顔が無駄にイケメンのあいつ」と陰で言われている。第19作では、本編の2年前に起きた女優が自室で変死した事件の捜査を指揮、政治家・池沢キミ子の息子による殺人事件と見抜くも、決定的な証拠が挙げられなかったことから逮捕できなかったことが明かされる。終盤で殺人の証拠となった映像が発見され、逮捕に踏み切った。その後、女性の父親だった男性に謝罪し、再捜査が決まったことを伝える。鴨志田には、取り調べを続けさせる気遣いを見せるなど、所轄への態度が軟化している。
柏木恒
演 - 加藤虎ノ介（第22作・第24作・第27作）
京都府警鴨川東警察署刑事課。階級は警部補。
三条惟光
演 - 国木田かっぱ（第22作・第24作）
京都府警鴨川東警察署刑事課の課長。
伏見公平
演 - 山中正樹（第22作・第24作）
京都府警鴨川東警察署刑事課。

### 武井昭一法律事務所
武井昭一
演 - 正名僕蔵（第11作 - 第15作・第17作 - 第23作・第25作 - ）
経歴：大脇修一郎法律事務所（第11作）
→ 武井昭一法律事務所（第12作 - ）
弁護士。厳格な一面もあり、行人に厳しく接してはいるものの、根は優しく、行人の手助けをすることもある（「おかしな弁護士」より）。元々は大脇修一郎の部下として長年働き続けては彼の後継者として扱われており、後に大脇の出馬（と引退）をきっかけに彼の事務所を継ぐ予定であったが、過去の事件の不祥事により大脇が逮捕されたことで事務所は閉めることになり、同時に事務所を継ぐ話も無くなったことで独立する。その後、自分で法律事務所を設立し、その際に人手が足りないとして一緒に働いていた行人を自身の法律事務所に誘う。第19作では不在の行人に変わって事務員の森聡子と共に事件の概要や関係者の背後関係に経歴などを調べ上げるなどして鴨志田のサポートを行う。また、スピンオフ作品「おかしな弁護士」では準主人公として登場し、度々殺人事件の容疑者の弁護を行人と共に担当する。
森聡子
演 - 月岡鈴（第13作 - 第15作・第18作 - 第23作・第25作 - ）
事務員。普段は事務所でダラダラしたり、口が軽く情報をペラペラと喋る反面、事件の事になると目の色を変えて行人達のサポートを行う。また、不在の行人に代わって武井と共に鴨志田をサポートした。

### 姉小路家の住人の親族
姉小路秀子
演 - 戸田恵子（第4作）
行人の叔母（三浦由紀子の妹）。名古屋在住。初対面でいきなり真実に「行人が司法試験に受からないのはあなたのせい」「行人に付く悪い虫」と嫌味を浴びせていた。
深川飯を蜂蜜と練乳で味付けするなど料理が壊滅的な節があり、極度の味オンチは行人に受け継がれている模様。
三浦由紀子
演 - 田島令子（第7作・第9作・第10作・第12作・第14作 - 第21作・第23作・第25作 - ）
行人の叔母。横浜在住。通称「横浜のおばさま」で、第7作にて行人の母を「姉」、秀子を「妹」と語っている。
登場当初はプライドが高く、嫌味な面が目立ち、鴨志田や真実に対して素っ気無い態度で接したり高圧的な態度を取ったりしていたが、第19作では行人が居ないこともあって鴨志田や真実と馴れ合ったり、度々家を訪れるなど、若干性格が軟化しつつある。
家柄を最優先に考えており、行人に対しても司法試験に落ち続けていることを憂い、「弁護士を諦めてお見合いをするように」と勧めていた。
行人が司法試験に合格して念願の弁護士になった際は真っ先に駆け付けて祝福したり、スピンオフ作品「おかしな弁護士」では初めて殺人事件の弁護を担当することになった行人を心配して彼が出る裁判を（毎度）傍聴する、裁判前にはサンドイッチを差し入れするなど、一応優しい面はある（が、時には鴨志田たちに過剰な世話を焼くときがあり、迷惑がられることが多い）。
鴨志田五月
演 - 筒井真理子（第12作・第15作〈写真〉・第17作〈声〉）
鴨志田の元妻で、真実の実母。故人。秋田出身。鴨志田との離婚を切り出したのは彼女の方だが、実は鴨志田が定年退職を迎えたらまた一緒に暮らしたいという思いを抱いていたことが真実の口から語られる（第27作）。
姉小路和子
演 - 松金よね子（第22作・第24作）
行人の伯母。秀子と由紀子の姉にあたる。京都の姉小路家の本家に住んでいる。
姉小路家は元々京都の公家でここが本家であり、曰く「先の戦争（応仁の乱）にも焼け残った」とのこと。
由紀子同様、家柄にこだわる傾向がある。

### 京都の人々
夏井寧子
演 - あめくみちこ（第22作・第24作）
旅館「古毬館」の女将。
深沢明
演 - 蟷螂襲（第22作・第24作）
京都太秦撮影所の映画監督。
中山茂子
演 - 中谷由香（第22作・第24作）
京都太秦撮影所のメイク係。
白岩由希奈
演 - 森口幸音（第22作・第24作）
京都太秦撮影所のAD。

### その他
川村千秋
演 - 河本千明（第5作 - 第10作・第15作・第19作・第26作 - ）
経歴：警視庁東王子警察署 交通課（第5作）
→ 城北ケーブルテレビ（第6作 - ）
交通課の女性警察官。坂下純次に好かれている。第6作で警察を辞めて「城北ケーブルテレビ」に再就職する。
江川進二郎
演 - 堀内正美（第11作・第14作・第20作）
極道組織「龍丸会」傘下「流星会」の会長。飄々とした態度を崩さない食えない人物で、鴨志田とは旧知の仲。
第20作では組を解散し、極道から足を洗ったことが描かれている。
大崎裕子
演 - 真瀬樹里（第13作・第17作・第25作）
大崎の妻で「王子みどり保育園」の保育士。旧姓は「白石」で、古本屋を経営する兄・信郎がいる（第13作）。
第17作では自身の務める保育園の園児が誘拐された事で、捜査に協力した。第25作で妊娠する。
野口圭吾
演 - 青山勝（第14作・第19作）
「劇団飛鳥座」の演出家。第14作は「野口啓吾」、第19作は「野口圭吾」の名前で登場。第14作で自身の劇団に所属する女優が被害者になり、東王子警察署からきつい取り調べを受けたため警察がトラウマとなってしまい、第19作で再登場した際は鴨志田の姿を見て卑屈になりながらも、その時起きた事件の被害者が自身の劇団に所属する女優だった事もあって渋々話に応じた。

### 特別出演

#### 警視庁捜査一課9係
青柳靖
演 - 吹越満（第14作）
警視庁刑事部捜査第一課第9係 刑事。『警視庁捜査一課9係』の登場人物。矢沢が鴨志田を見て「どこかでお会いしましたか？」と語ったのに対して、「そう思うよな。似てるよな。鑑識の。」と語る。
五十嵐と面識があり、彼が捜査から外された時に矢沢とともに現れ、本間に嫌味を並べて撤回させた。
矢沢英明
演 - 田口浩正（第14作）
警視庁刑事部捜査第一課第9係 刑事。『警視庁捜査一課9係』の登場人物。鴨志田を見て「どこかでお会いしましたか？」と語る。青柳とともに五十嵐の窮地を救った。

#### 科捜研の女
日野和正
演 - 斉藤暁（第22作）
京都府警科学捜査研究所 所長。『科捜研の女』の登場人物。
鴨志田とは旧知の関係らしく日野が1人居残っていた科捜研を訪れた鴨志田より鑑定依頼を受ける。

### ゲスト
第1作 - 第20作 / 第21作 - 第27作

#### 第1作 - 第20作（2003年 - 2019年）
第1作「叩き上げ刑事とキャリア警視の父娘が挑む連続殺人！伊勢志摩の真珠に秘められた謎の連鎖」（2003年）
- 石原（高子の姑） - 上月左知子
- 警視庁渋谷中央警察署 署長 - 森下哲夫
- ホテル支配人 - 伊藤正之
- ホテル客室係 - 増田由紀夫
- 浦山（窃盗前科者） - まいど豊
- 鳥羽市立鳥羽浦小学校 教師 - 佐渡稔
- 猪俣勝江の教え子 - 山本ふじこ、舟木幸
- 大野善三を殺害したサラリーマン - 市川勇
- 青木豊（パブ店員・恐喝前科者） - 恵秀
- 伊勢志摩鳥羽の温泉宿「戸田家」仲居 - 桑波田理恵
- 鴨志田五月の七回忌の参列者 - 山崎大輔、高橋修
- ラーメン「おくむら屋」店主 - 野添義弘
- 鳥羽駅の喫茶店店主 - 田上ひろし
- 建設会社社員 - 菊池隆志
- 大野（高子の母・大野の妻） - 松尾晶代
- 鳥羽駅駅長 - 出光元
- 大野善三（29年前に失踪した高子の父・ホームレス） - 中西良太
- 猪股勝江（鳥羽市立鳥羽浦小学校 元教師・旧姓「加賀美」） - 銀粉蝶
- 福島千鶴（猪俣勝江の教え子） - 筒井真理子（少女期：尾高杏奈）
- 石原高子（猪俣勝江の教え子・旧姓「大野」） - 藤真利子（少女期：磯崎きよみ）

第2作「飛騨高山・郡上八幡に隠された男と女の殺意」（2005年）
- 三枝辰明（飛騨高山「一位一刀彫会館」館長） - 石井愃一
- 沢田絹子（倉田春慶店 従業員） - 広岡由里子
- 大河内直仁（伝統工芸評論家） - 春海四方
- 島谷（岐阜県高山警察署 刑事） - 市川勇
- 小野寺（猪瀬の秘書） - 中根徹
- 遠藤直樹（岐阜県警察本部 刑事） - 山崎大輔
- アパート「あさひ荘」大家 - 田上ひろし
- 町工場従業員 - 永田耕一
- 田山隆太（岐阜県高山警察署 刑事） - 田村学
- ホステス - 尾道凛、エリ、佐藤智美
- 旅館「宝生閣」フロント - 菊池隆志
- 倉田（倉田の妻・2年前失踪） - 谷川裕江
- 主婦 - 松尾晶代
- 猪瀬茂夫（代議士） - 石田太郎
- 倉田隆俊（倉田春慶店 社長） - 春田純一
- 矢島香織（吉村としのぶの娘） - 遠野凪子（幼少期：大田ななみ）
- 矢島しのぶ（吉村の元妻・倉田春慶店 従業員） - 黒田福美
- 吉村大輔（町工場従業員・12年前は一位一刀彫の職人） - 中原丈雄

第3作「居眠り刑事とエリート女警視父娘が超高級エステに潜入捜査！美人モデル連続殺人 伊香保温泉に金と愛欲の罠!!」（2006年）
- 末吉恵子（HIROビューティハウス 専務秘書） - 大寶智子
- 杉森直之（HIROビューティハウス 専務） - 神保悟志
- 竹中伸枝（芸能プロダクション「サンシャインガールズ」所属モデル） - 嘉門洋子
- 小出義和（民政党代議士） - 浜田晃
- 渡辺克夫（HIROビューティハウス 宣伝部社員） - 増田由紀夫
- 福島陽介（「サンシャインガールズ」社長） - 伊藤正之
- 小鳩里奈（「サンシャインガールズ」所属モデル） - 弘中麻紀
- 佐竹久（台場中央警察署 刑事） - 恵秀
- 立花マリア（モデル） - 山崎真実
- 古木孝義（台場中央警察署 刑事） - 片岡弘貴
- HIROビューティハウス 本社ビルオープンセレモニー司会者 - 山田透、彩
- 伊香保温泉観光カメラマン - 菊池隆志
- 「サンシャインガールズ」社員 - 及川莉乃、青木将彦
- 「サンシャインガールズ」所属モデル - 平野瑠華、山口留依、間里奈
- 矢後弘子（HIROビューティハウス 社長） - 涼風真世

第4作「海面2m!! 時間差殺人の謎 赤水門と西伊豆堂ヶ島の殺意」（2007年）
- 五島朋幸（警視庁捜査一課 警部） - 青山勝
- 沢登駒太郎（沢登一座 劇団員） - 大門伍朗
- 沢登駒輔（駒太郎の息子・沢登一座 劇団員） - 大木聡
- 楽々亭快笑（落語家） - 林家しん平
- 衣川しぶき（歌手） - メイサツキ
- 横塚隆（木馬亭 支配人） - 石井愃一
- 須藤泰司（浅草バーのバーテン） - 渡洋史
- 泉沢麗子（泉沢の妻） - 村野友美
- 若松孝弘（警視庁捜査一課 刑事） - タカ・コンドー
- 菊池（画家） - 菊池隆志
- NEW銀水の係員 - 田村学
- マンション管理人 - 徳建人
- 山川雅行（東都出版 社長） - 石田太郎（青年期：新虎幸明）
- 泉沢卓司（小説「赤水門」の著者） - 下條アトム（青年期：藤井貴規）
- 小川康代（小料理屋「小川」女将） - 山口果林（少女期：五十嵐舞）

第5作「新潟十日町着物ショーに父娘潜入捜査！狙われた王子の狐！時限発射トリックの謎!!」（2009年）
- 矢沢靖 - 朝倉伸二（青年時代：大平隆行）

呉服屋の職人で、楽打亭一門の着物を扱う。
- 細田高道 - ひかる一平（20年前：森陽太）

きもの絵巻館の主人で、高瀬の幼馴染。妻・頼子も同郷の幼馴染である。
- 細田頼子 - 岩間沙織

細田の妻で、高瀬の幼馴染。ある理由から高瀬の様子を心配している。
- 中原恵 - 星ようこ（20年前：真田あゆみ）

笑介の婚約者。行人の話では元々は抱介の恋人だったが笑介に乗り換えたという。抱介と言い争った翌朝に謎の転落死を遂げる。
- 楽打亭笑介 - 建蔵

楽打亭一門の落語家で、抱介の1番弟子。本名は「今村直樹」。高座の最中にクロスボウで撃たれ殺害される。抱介との関係はかなり悪かったという。
- 村上裕美子 - 松浦唯

20年前に投身自殺した高瀬の元恋人で、高瀬とは同郷の幼馴染だった。両親を早くに亡くし、施設で育ったという。
- 狐の夜祭り 実行委員長 - 田上ひろし
- 椙平織物商会 - 松尾晶代
- タクシードライバー - 菊池隆志
- 楽打亭抱介 - 田中実

楽打亭一門の落語家で、本名は「小島雄一」。高瀬や細田夫婦は同郷の幼馴染である。一門を背負って立つほどの実力派と言われている。弟子の笑介とは同じ大学の落語研究会にいたが、日頃から関係は悪かったことが行人の話から明らかとなる。
- 高瀬健吾 - 津田寛治（20年前：照井健仁）

警察庁警視正で、岡崎真実の上司。抱介とは同郷の幼なじみであり、その誼みから真実を落語の定席に誘う。初めて鴨志田に会った時「なぜ所轄署の刑事が警察庁の警視にあんな横柄な口を利くのか」と真実を咎めるが、終盤で鴨志田が真実の父親と気付く。

第6作「日光鬼怒川 明智伝説がつなぐ二つの転落死体!! 光秀は生き延びて家康に仕えていた!?」（2010年）
- 前田利也（飛鳥山女子学園短期大学 理事長） - 四方堂亘
- 渡辺玲（飛鳥山女子学園短期大学 学生） - 小松彩夏
- 竹中美奈代（飛鳥山女子学園短期大学 教師） - 鈴木麻衣花
- 平松伸太郎（チンピラ） - 菊池隆志
- 土産物屋のお婆ちゃん - 西川美也子
- 中村幹夫（栃木県警日光鬼怒川警察署 刑事） - 日向とめ吉
- 山田（栃木県警日光鬼怒川警察署 刑事） - 出口哲也
- 吉乃（芸者） - 下間志都香
- 老人施設の女性職員 - 桜井奈々
- 高校生の桔梗 - 稲川実花
- 平松桔梗（平松の妻・芸者） - 中原果南
- 飯島敦（飛鳥山女子学園短期大学セミナーハウスの管理人） - 小林隆
- 天海葵（飛鳥山女子学園短期大学 学園長・鴨志田五月に似ている女性） - 筒井真理子

第7作「サクラソウは見ていた！死体に付いた花弁と女流画家の美しい罠」（2011年）
- 石堂浩（画商） - 市川勇
- 小野寺（「芸術の友」編集長） - 小宮孝泰
- 石川（清川昭三の秘書） - 山崎大輔
- おでんの屋台の親父 - 田上ひろし
- タクシードライバー - 菊池隆志
- サイン会の客 - 永咲由奈
- 警視庁東王子警察署 刑事 - 野上幸造
- 向井（新聞配達） - 住吉晃典
- 中村光太郎（春子の恋人・「芸術の友」編集部記者） - 浜田学
- 高森静香（洋画家・春子の芸大時代の同期） - 小橋めぐみ
- 松田春子（新進日本画家） - 小沢真珠
- 菅野隆博（画商） - 寺田農

第8作「東京タワーは知っていた！血痕が描く謎のルート 消えた少女の秘密!!」（2011年）
- 三橋早苗（文秋舎のカメラマン） - 辺見えみり
- 冬木秀俊（冬木の息子・岡崎真実の大学の後輩） - 丸山厚人
- 西野（ホームレス） - 中西良太
- 駒田正一（ホームレス） - 新納敏正
- 鈴木（「くぬぎだいらホテル 櫟平」支配人） - 菊池隆志
- 和紙の家店員 - 佐藤智美
- ホームレス - 冴羽一
- 赤西光弘（30年前の大下光子誘拐事件の主犯 → 身代金を受け取った後交通事故死） - 堀井茶渡
- 東王子総合病院 医師 - 山本修
- 警視庁東王子警察署 刑事 - 野上幸造
- 大下佳子（大下の妻・光子の母・8年前病死） - 下間志都香
- 景山幹久（冬木の秘書） - 菅原大吉
- 冬木秀雄（日の出リサイクル 社長） - 小沢象
- 三橋加代子（早苗の母・「くぬぎだいらホテル 櫟平」仲居） - 山口美也子（30年前：小倉百代）
- 大下栄蔵（大下カメラ商会 元社長・30年前 娘の光子が誘拐され身代金を払ったが帰ってこなかった） - 木場勝己

第9作「鬼女の絵馬がつなぐ二つの死体！商社連続殺人・創業家一族と美しきバレリーナの秘密！」（2012年）
- 老人 - 石井愃一
- 神之原芳江（歩美の義母） - 竹内晶子
- 神之原歩美（バレリーナ） - 栗生二稲
- 妙子（たばこ屋・元海女） - 西川美也子
- 吉田（久慈物産 社員） - 麻生かほ里
- 近藤（刑事） - 山田アキラ
- 斉木（刑事） - 加藤裕
- 佐藤（日間賀島ひかり学園） - 菊池隆志
- 警官 - 真砂豪
- 喫茶店出入り業者 - 八巻博史
- 家政婦 - 森川しゅう
- 山下沙登美（渚の母） - 下間志都香
- リポーター - 安河内理恵
- 瀬川（救急隊員） - 野上幸造
- 姉小路行人のお見合い相手 - 永長正美
- 金澤梓（久慈物産 社長秘書） - 麻乃佳世
- 井上正国（久慈物産 専務） - 隆大介
- 白鳥光雄（真紀子の夫・久慈物産 副社長） - 江端英久
- 白鳥真紀子（麗人の長女） - 三谷悦代
- 久慈海人（麗人の長男・久慈物産 社長） - 山口良一
- 山下渚（喫茶店「遠き島」店主） - 愛華みれ
- 久慈麗人（久慈物産 会長） - 津川雅彦（若き日：鮎河圭吾）

第10作「花笠まつり殺人事件 二つの死体と似顔絵の美女 山形かみのやま温泉〜楽焼絵皿に謎」（2013年）
- 白鳥功（「シラトリ・デリバリーサービス」社長） - 中西良太
- 大谷道彦（造園会社社長） - 青山勝
- 齋藤静子（やまがた女将の会 会長） - 阿知波悟美
- 本郷奈々（「シラトリ・デリバリーサービス」社員） - 松下恵
- 江口勇二（元自動車整備工） - 宮内敦士
- 井上唯史（焼き物屋主人） - 田上ひろし
- 足立達夫（自動車整備工の社長） - 赤星昇一郎
- 「シラトリ・デリバリーサービス寮」管理人 - おぐちえりこ
- 蔵王温泉の商店主人 - 菊池隆志
- 望月卓 - 真砂豪
- 編集者 - 二木智耶子
- パーティーの司会者 - 坂口沙由理
- 団子屋「平塚亭」店員 - 岸田愛未
- 矢野涼子（「シラトリ・デリバリーサービス」社員） - 遊井亮子
- 藤沢亜由子（温泉旅館の女将） - 小林綾子
- 川村啓太（川村の息子・前科者） - 蟹江一平（幼少期：加藤翼）
- 川村雄三（鴨志田新一の旧友） - 山本圭

第11作「女性弁護士殺人事件 池袋23時〜荒川水門24時 空白の1時間に何が？」（2014年）
- 吉沢紘一（立体駐車場「ルネサンスパーク」職員・元刑事・6年前の杉並女性教師殺人事件捜査担当係長） - 森次晃嗣
- 新田加奈子〈25〉（元大脇修一郎法律事務所 弁護士） - 叶千佳
- 浜口太（人材派遣会社「ふれんど」勤務・6年前の杉並女性教師殺人事件 容疑者） - 大竹浩一
- 寺本浩二（レンタルビデオ店店長） - 小椋毅
- 馬場（警視庁西多摩警察署 刑事） - 野元学二
- 浜口美由紀（浜口太の妹） - 渡邊真衣
- 高橋真由美（スーパーの店員・浜口太の元仲間） - 道明寺まり
- 天野（詐欺グループ組員） - 江端英久
- 菊池（兵庫県三宮北警察署 刑事） - 菊池隆志
- 新田芳江（加奈子の母） - 小貫加恵
- 金子麻美（加奈子の大学時代の友人） - 斎藤ナツ子
- 村井優子（介護士） - 森川恵古
- 松島理恵（加奈子の大学時代の友人） - 杉ありさ
- 斉藤美希〈24〉（高校教師・6年前の杉並女性教師殺人事件 被害者） - 坂口沙由理
- 真砂（振り込み詐欺グループ） - 真砂豪
- 中塚かよ（詐欺被害者） - 和泉今日子
- 江川進二郎の孫 - 音月まりあ
- 警視庁東王子警察署 刑事 - 野上幸造
- 警視庁荻窪南警察署 署員 - 岡野友紀
- 雲来軒 出前持ち - 住吉晃典
- 流星会の若い衆 - 津阪雄一
- 間違われる親子母 - 津村純子
- 間違われる親子娘 - 菅家ゆかり
- 団子屋「平塚亭」店員 - 祥世
- 詐欺グループ組員 - 石田真己
- 宇山聡（警視庁荻窪南警察署生活安全課課長） - 赤塚真人
- 大脇修一郎（大脇修一郎法律事務所 弁護士・6年前の杉並女性教師殺人事件の浜口太の弁護担当） - 勝野洋

第12作「美しき死体〜ゴミ屋敷殺人事件〜幻の将棋の駒と消えた数億円の財産の謎」（2015年）
- 安田晴男〈37〉（「なかよしパソコン教室」講師・デイトレーダー） - 寿大聡
- 河合久仁雄〈48〉（河合敏夫の息子・赤坂のBAR「峠」マスター） - 青山勝
- 峰恭平（将棋の駒師） - 三田村周三
- 市川良雄（「平井碁盤店」主人） - 市川勇
- 棚橋早苗（スナック「早苗」ママ・元スナック「千里」ホステス） - 武田優子
- 西澤愛子（事件の第一発見者） - 棟里佳
- 河合みどり（河合敏夫の娘・区議会議員） - 森川恵古
- 菊池明（介護老人保健施設「ケアテル猪苗代」事務長） - 菊池隆志
- 河合敏夫（元政治家・故人） - 小川ガオ
- 西野妙子（千里の同級生・猪苗代の「おみやげ処」店員） - 津村純子
- ホームレス - 中野貴生
- 二宮裕子（安田の恋人） - まや
- 団子屋「平塚亭」店員 - 菅家ゆかり、田邉絵莉
- 金子正晴（千里の息子・3年前アメリカで事故死） - 横江泰宣
- 立ち番警察官 - 村上裕樹
- 金子千里〈66〉（王子独居女性殺人事件被害者・ゴミ屋敷の住人・元スナック「千里」経営者） - 姿晴香
- 藤原弘子（民生委員・金子千里の担当者） - 鷲尾真知子
- 篠原康正（政治評論家・河合みどり区議の顧問・元河合敏夫秘書） - 佐藤B作

第13作「美しき女流作家の死 消えた殺害現場と“三角破り”の謎 那須塩原〜向島を結ぶ運命の紅い帯」（2015年）
- 熊木英雄（栃木県警察 刑事） - 熊木聡一
- 溝口カナエ（文のアシスタント） - 瀬戸カトリーヌ
- 白石信郎（裕子の兄・コアラ書房 社長） - 相島一之
- 橋本俊（谷中出版 編集長） - 井上純一
- 綾野文（作家・ロックバンド「クライマックスブルー」のボーカル） - 南伊
- 近藤隼人（ロックバンド「クライマックスブルー」のギター） - 牧田哲也
- 林田翔（ロックバンド「クライマックスブルー」のベース） - 福崎峻介
- 岩瀬憲子（谷中出版 事務員） - 森下ひさえ
- 昭島和樹（ロックバンド「クライマックスブルー」のドラム） - 浅野優貴
- 小寺（自転車男） - 住吉晃典
- レポーターA - 津阪雄一
- 時江（たばこ屋） - 西川美也子
- 料亭女将 - 津村純子
- 団子屋「平塚亭」店員 - 菅家ゆかり、田邉絵莉
- 強姦魔 - 田口善央
- 2年前の被害者 - 小倉百代
- 王子第一ビルの管理人 - 中野貴生
- 片桐茜（陶玄社 編集者） - 馬渕英俚可
- 磯野為吉（窃盗犯） - 佐藤蛾次郎

第14作「殺人劇場！スポットライトを浴びた死体〜完全密室の謎」（2016年）
- 末谷友也（清志の息子・マキのファン） - 真山明大
- 辻本マキ（「劇団飛鳥座」女優） - 中丸シオン
- 八田勇二（アダルトビデオ制作「竹取企画」プロデューサー） - 新納敏正
- 石川勝（衆議院議員） - 三田村賢二
- 村西健（「劇団飛鳥座」元劇団員） - 日向丈
- 吉岡加代子（「劇団飛鳥座」制作） - 川上友里
- 堺修一（王子小劇場 管理人） - 菊池隆志
- 真壁（流星会 組員・江川進二郎の部下） - 平塚真介
- 山本（流星会 組員・江川進二郎の部下） - 新納だい
- 辻󠄀本邦子（マキの母） - 森川しゅう
- 土産屋店員 - 平山さとみ
- 警視庁東王子警察署 刑事 - 野上幸造
- 西村翔太（「劇団飛鳥座」劇団員） - 三ノ輪健太郎
- 堀川直子（「劇団飛鳥座」劇団員） - ラズリット エリカ
- 佐藤隆（「劇団飛鳥座」劇団員） - 杉川芳彦
- 竹取企画 社員 - 田口善央
- AV進行係 - 真砂豪
- AVショップ店員 - 中野貴生
- スーパーの店長 - 佐藤俊介
- AV女優 - 七瀬ひとみ
- 末谷清志（末谷歯科医院 院長） - 国広富之

第15作「消えた遺言書 内縁の夫が次々と死ぬ…疑惑の女と娘の遺産争い 婚活パーティ潜入捜査！」（2017年）
- 前田伸介（高齢の資産家男性） - 浜田晃
- 足立陽一（赤羽在住の無職） - 石井愃一
- 長野弓枝（前田の娘） - 西尾まり
- 醍醐あかね（フレンチレストラン「サロン・ド・アキテーヌ」のオーナー） - 渡辺梓
- 梅木早苗（保険外交員・街コン常連者） - 田岡美也子
- 佐藤俊子（前田宅の向かいの住人・遺体の第一発見者） - 棟里佳
- 醍醐正範（あかねの夫・フレンチレストラン「サロン・ド・アキテーヌ」のシェフ） - 菊池隆志
- 長野庸次（弓枝の夫・ラーメン店で修行中・詐欺と窃盗の前科者） - 池田たかひろ
- 井上（茨城県警 刑事） - ノッチ
- 小柳雄一（鴨志田新一の同級生） - 田口主将
- 市川宏司（鴨志田新一の同級生） - 市川勇
- 桜井紀輔（桜井孝行の息子） - 榊英訓
- 中井晃子（桜井孝行の娘） - 西郷みゆき
- ターゲットバードゴルフをしている前田の知り合い - 古川がん
- 遊園地のカップル - 仲間梨穂、櫻井圭佑
- 警官 - 横江泰宣
- 団子屋「平塚亭」店員 - 今沙栄子、神月めぐみ
- 警視庁東王子警察署 刑事 - 津阪雄一、
- 乾チカ子（桜井孝行の内縁の妻 → 大志田豊の内縁の妻 → 前田伸介の内縁の妻・元ブティック経営者） - 大谷直子
- 松島忠之（街コン常連者・自称元教師） - 左とん平

第16作「蕎麦職人が狙われた 8対2の殺人」（2017年）
- 真田幸夫（長野県警 刑事） - 谷田部俊
- 細田孝一（そば打ち教室の生徒） - 有福正志
- 栗原善行（綾の夫・大企業 アスカヤマ電器商会 海外事業部長 → 「そば処くりはら」主人 → 3ヶ月前山で転落死） - 田上ひろし
- 山西沙織（アスカヤマ電器商会 海外事業部第一課長） - 春木みさよ
- 赤堀亮介（無職） - 山本康平
- 藤森由美（そば打ち教室の生徒） - 坂口沙由理
- 吉村愛子（そば打ち教室の生徒） - 菅家ゆかり
- ユージ（ホストクラブ「愛 本店」ホスト兼取締役） - 福崎峻介
- ヒロシ（ホストクラブ「愛 本店」ホスト） - 横江泰宣
- 柳沢国和（アスカヤマ電器商会 総務部長） - 小川ガオ
- 戸隠花子（「そば 茅の屋」店員） - 平山さとみ
- 大野麻衣子（「そば処くりはら」アルバイト） - 渡辺真衣（渡邊真衣）
- 山西祐太（沙織の息子・小学生） - 松浦理仁
- 警視庁東王子警察署 刑事 - 津阪雄一、野上幸造
- 団子屋「平塚亭」店員 - 神月めぐみ、田邉絵莉
- 杉本雅治（杉本ビルのオーナー・そば打ち教室の生徒） - 四方堂亘
- 杉本好江（雅治の妻） - 山下裕子
- 峯岸保（そば打ち教室の生徒・アスカヤマ電器商会 子会社の出版社勤務・栗原善行の会社同期） - 中丸新将
- 栗原綾（「そば処くりはら」女将・そば打ち教室の先生） - 中田喜子

第17作「健診でまさかの告知!? 凸凹父娘コンビが挑む誘拐犯vs猪突猛進社長 東京王子〜埼玉〜千葉 孫のため1億円を運べ!!泣き笑い人情捜査！」（2018年）
- 佐竹信彦（漆山の運転手） - 石田圭祐
- 梅谷ほのか（バーの店員・ミュージカル劇団員） - 雅原慶
- 萩尾将人（萩尾と奈津子の息子・王子みどり保育園 園児） - 杉澤駿
- 小野タケル（バーテンダー・ミュージカル劇団員） - 石田佳央
- 井上広喜（オーガニック野菜販売「ラブ&ベジ」常務） - 釆澤靖起
- 中央病院 医師 - 朝倉伸二、小林美江
- 近藤ゆかり（さやかの母・奈津子の友人） - 芝咲美穂
- ショッピングモール東王子のイベント司会者 - 平山さとみ
- 近藤さやか（王子みどり保育園 園児） - 井上風宇子
- 刑事 - 津阪雄一、野上幸造、真砂豪
- ファミリーレストラン「TIGER BOY」店員 - 中野貴生
- 鑑識員 - 新城拓真
- 団子屋「平塚亭」店員 - 田邉絵莉、神月めぐみ
- 鴨志田新一の先輩刑事 - 藤原鉄苹 ※回想
- 大倉成美（オーガニック野菜販売「ラブ&ベジ」専務） - 富永沙織
- 萩尾晃（オーガニック野菜販売「ラブ&ベジ」社長） - 窪塚俊介
- 萩尾奈津子（萩尾の妻・漆山の娘） - 中島亜梨沙（幼少期：鈴木琉月）
- 漆山忠夫（住宅建設「ウルシホーム」社長） - 角野卓造（若き日：田口善央）

第18作「女性記者が包丁で刺殺された！犯人は、その包丁を実演販売していた元夫!? おなじみ凸凹父娘コンビが殺人事件に隠された切ない真相と背後に潜む巨悪を暴く！」（2018年）
- 相川裕治（実演販売員・薫の元夫） - 深沢邦之
- 山際通（茨城県警 警務課長） - 井田國彦
- 長谷部薫（毎朝新聞文化部 記者・森の担当編集者） - 岩橋道子
- 高野宏（スーパー「えすぺらんさ」店員・相川の友人） - 須田邦裕
- 桜井良行（茨城県警捜査一課 刑事） - 崎本大海
- 森象二郎（小説家） - 小手伸也
- 長谷部泉美（イラストレーター・薫の妹） - 入来茉里
- 市川（茨城県警捜査一課 刑事） - ノモガクジ
- 大橋登代子（薫が以前住んでいたマンション管理人） - かんのひとみ
- 裁判長 - 野口雅弘
- 検事 - 佐川和正
- 大塚護（森の担当編集者） - 別紙慶一
- 吉野あかね（カップル彼女・事件の第一発見者） - 藤村れいな
- 三田村香（森家の家政婦） - 道明寺まり
- 軽トラックの運転手 - 前田剛
- 長谷部千鶴（相川と薫の娘） - 田中千空
- 釣り人 - 上田高嗣
- ホームレス - 森川しゅう
- 佐々木妙子（佐々木朗の妻） - 高橋万里子
- スーパー「えすぺらんさ」実演販売員 - 田口善央
- 佐々木朗（国土開発省 港湾開発課長・7月8日に茨城南港で水死体で発見される） - 高橋賢舟
- カップル彼氏 - 鈴木政之
- 団子屋「平塚亭」店員 - 神月めぐみ、田邉絵莉
- 料亭「一の家」仲居 - 安河内理恵
- 結城梨男（国土開発大臣） - 小川ガオ
- 久保丈太郎のスタッフ - 小倉百代、岡野友紀
- 警視庁東王子警察署 刑事 - 津阪雄一、野上幸造、宮下忠人
- 警視庁東王子警察署 婦警 - 松永一縷
- 松原正次（茨城県警捜査一課 警部） - 大浦龍宇一
- 久保丈太郎（久保丈太郎法律事務所 弁護士） - 大和田伸也

第19作「盗まれたライフルを使った、女性政治家狙撃事件が発生。凶弾が真実を襲う！そのとき鴨志田は…!? おなじみ凸凹父娘コンビが事件の根底に秘められた、切なくも深い親子愛に迫る…。」（2019年）
- 神山深雪（方言倶楽部「純情田舎っ娘」秋田出身キャバ嬢：こまち） - 松田るか
- 池沢淳也（キミ子の息子で秘書） - 中山麻聖
- 神山康介（ギャル農館 館長・深雪の父・失踪中） - 遠山俊也
- 寺田誠（方言倶楽部「純情田舎っ娘」マネージャー・友梨香の父） - 草野とおる
- 矢部茂昭（ジビエ専門レストラン経営者・ハンターシェフ） - 春海四方
- 三矢沙紀（女優・自称「池沢キミ子応援団長」） - 松尾れい子
- 坂之上華子（池沢淳也の婚約者・坂之上幹事長の娘） - 日野麻衣
- 岸知絵美（北秋田市ギャル農場のギャルメンバーの一人・唯一の地元採用者） - ハマカワフミエ
- しなの（方言倶楽部「純情田舎っ娘」長野出身風キャバ嬢） - 小林きな子
- プルー（方言倶楽部「純情田舎っ娘」沖縄出身風キャバ嬢） - 比嘉梨乃
- 荒木耕造（池沢キミ子の後援会） - 北林悌
- 篠田賢一（簡易宿泊所のオーナー） - 濱田和幸
- 岡野友梨香（女優・2年前事故死） - 柚木渚
- 岡野恭子（友梨香の母・寺田の元妻） - 得田舞美
- 馬場武士（警視庁SP） - 加藤大祐
- 犬塚良一（警視庁SP） - 三洲悠暉
- 蜂谷五郎（警視庁SP） - 鈴木信二
- 原口（警視庁捜査一課一係 警部補） - 岡野友紀
- ゴルフクリニック「ニアピン」の客 - 森川恵古
- ギャル農場の出資者 - 中野貴生、森川しゅう
- 鑑識官 - むかい誠一
- 記者 - 住吉晃典
- 王子配送センター 事務員 - 安河内理恵
- 警視庁東王子警察署 署員 - 津阪雄一
- 狙撃手 - 野上幸造
- 池沢（キミ子の夫） - 高橋賢舟
- 団子屋「平塚亭」店員 - 松嶋雛乃、中嶋野乃
- 農業ギャル - 内藤英理香、葉山みか、泉見優羽、岸本愛
- 吉田（警視庁捜査一課一係 警部補） - 西口泰央
- 酒井（警視庁捜査一課一係 巡査部長） - 富永有治
- 宇佐見（警視庁捜査一課一係 巡査部長） - 武市真嘉
- 池沢キミ子（農業経済大臣） - 秋野暢子

第20作「容疑者が次々と浮かぶ中、鴨志田は、ひとりの男に“何か”を直感して…!? おなじみ鴨志田&真実が、事件の哀しい深層に迫る！」（2019年）
- 玉城華菜（居酒屋「島たいむ がんじゅう」従業員 兼 高級クラブのホステス） - 鉢嶺杏奈
- 平良正志（川澄睦美ダンススクールのインストラクター） - 新里哲太郎
- 多部茜（川澄睦美ダンススクールの生徒・経営コンサルタント） - 冨樫真
- 内川康則（川澄睦美ダンススクールのマネジャー） - 福井博章
- 武藤真理子（武藤葬儀社 事務員・武藤と文江の娘） - 田村たがめ
- 上原正吉（居酒屋「島たいむ がんじゅう」店長） - 新納敏正
- 武藤文江（武藤の妻・2年前転落死） - 橘ゆかり
- 関根純子（エステティシャン） - 佐々木もよこ
- 警視庁北赤羽警察署 刑事 - 真山章志
- 比嘉伸二（平良の友人・1年前死亡） - 熊澤洋幸
- 高級クラブの従業員 - 野上幸造
- おでん屋店員 - 高橋賢舟
- 団子屋「平塚亭」店員 - 松嶋雛乃、中嶋野乃
- 龍丸会 構成員 - 松本誠
- 田所久弥（川澄睦美ダンススクールの生徒） - ラサール石井
- 川澄睦美（川澄睦美ダンススクールの教室長） - 前田美波里
- 武藤万作（武藤葬儀社 社長） - 風間杜夫

#### 第21作 - 第27作（2019年 - 2024年）
第21作「死の直前、被害者が語っていた“裏切り者”とはいったい誰なのか!? 複雑に絡み合った事件の真相、そして詐欺師父娘の愛憎を鴨志田&真実がひも解いていく！」（2019年）
- 佐竹日菜子（クラブ「アンビション」ホステス・根岸の娘） - 大後寿々花
- 野々村文彦（牛尾観光 元営業企画部長） - 小須田康人
- 白井暁美（クラブ「アンビション」オーナーママ） - 三輪ひとみ
- 野々村真紀子（王子オペラ同好会 会員・野々村の妻） - 明星真由美
- 大貫礼治（アポ電グループのリーダー） - 青柳尊哉
- 小林竜子（マンション「東王子セゾンガーデン」入居者） - 渡辺道子
- 平沢勘一（王子貴金属店 社長） - 竹本純平
- 沢井太一（王子オペラ同好会 会員） - 上杉陽一
- 平田香苗（王子オペラ同好会 会員） - 中島奏
- 赤嶺佐和（王子オペラ同好会 会員） - 白土直子
- 秋山肇（王子オペラ同好会 会員） - 西海健二郎
- 中田貢（アポ電グループの一員） - 藤公太
- 小室忠志（アポ電グループの一員） - 深月信之介
- 鏑木靖（名簿業者） - 岸端正浩
- 牛尾観光の関係者 - 小川ガオ、野上幸造
- 吉田（牛尾観光 社員） - 新貝文規
- 山口真理（マンション「東王子セゾンガーデン」入居者） - 小倉百代
- 牛尾観光 経理部長 - 高橋賢舟
- 喫茶店の店員 - 大内慶子
- 鑑識 - 鈴木政之
- 翔太（スケボー子供） - 窪田龍弘
- 悠斗（スケボー子供） - 篠崎たくい
- 瀬川光（地面師） - 岡田浩暉
- 板東頼子（詐欺師・偽名「山田圭子」） - 黒田福美
- 根岸良朗（高山プレス工場 工場長・元地面師） - ベンガル

第22作「京都スペシャル」（2020年）
- 東邦彦（蘭子の甥） - 村上コウキ
- 東蘭子（30年以上前に引退した大女優） - 雪代敬子（女優時代：中村彩実）
- 水村万里江（キュレーター） - 須藤温子
- 海野祥江（東家の家政婦・本名「大沼瑤子」） - まつむら眞弓（若き日：尾本祐菜）
- 牧錬次（映画美術家） - 白井滋郎
- パーティーの司会者 - いわすとおる
- 須磨雄太（ウェイター） - 中溝碧
- 秋山美央（フリーター・邦彦の恋人） - たかはしあいこ
- 河北龍之介の秘書 - あきやまりこ
- 須田カバン店 店主 - 川鶴晃裕
- 撮影スタッフ -小川敏明、窪田弘和
- スナックのママ - 鈴川法子
- 若冲（時代劇役者） - 小堀正博
- 明石尚吾（インタビュアー） - 森乃阿久太
- 公園にいるカップル - 藤村美友
- 大沼櫂（画家） - 大石吾朗（若き日：杉森大祐）
- 河北龍之介（河北コンツェルン 会長） - 里見浩太朗（若き日：堀田貴裕）

第23作（2020年）
- 我妻弘樹（マジシャン） - 宮本大誠
- 我妻玲奈（我妻の娘） - 阿部純子
- 池谷昇（産業総務大臣） - 加納竜
- 池谷良美（池谷の妻） - 原久美子
- 橘昌良（東京ネットニュース社編集長） - 村上航
- 阿久津征二（警視庁板橋北警察署 刑事） - 野添義弘
- 西沢智也（大学浪人生・3年前の殺人事件の容疑者） - 篠原悠伸
- 矢野江里子（良美の友人） - 秋場千鶴子
- 吉井美月（我妻のアシスタント） - 浜口順子
- 江上啓太（我妻のチーフアシスタント） - 古澤蓮
- 森本さやか（我妻のアシスタント） - 荒木巴
- 河村結衣（女子大生・3年前の殺人事件の被害者） - 真凛
- レストラン従業員 - 岡野友紀
- 西沢涼子（西沢の母） - 平山さとみ
- 西沢正人（西沢の父） - 中野貴生
- ウエイトレス - 泉見優羽
- 皆月純子（東京ネットニュース社所属の記者・真実の後輩） - 前田亜季
- 本宮公一（地元タウン誌「田端文士村通信」編集長・純子の父） - 石倉三郎

第24作「京都スペシャル2」（2020年）
- 前田俊明（埴山建設営業部 部長） - 松田賢二
- 福本清三（役者） - 福本清三
- 名村由美子（女優） - 園英子
- 田所清（舞澄村 前村長・去年急死） - 伊庭剛
- 原口房江（原口の妻・3年前病死） - 大橋明代
- 村井敏郎（杉村代議士の秘書） - 谷口知輝
- 村人 - 石田剛太
- 舞澄村 職員 - あきやまりこ
- 真実に交際を申し込んだ男 - 佐渡山順久
- 原口康夫（整体師） - 中西良太
- 吉田謙太郎（舞澄村 村長） - 前川泰之
- 中川光枝（能面師） - 多岐川裕美

第25作（2020年）
- 葉山理佐子（葉山理佐子法律事務所 弁護士） - 真飛聖
- 成田忍（個人タクシー運転手・シングルマザー） - 三輝みきこ
- 三枝綾見（クラブ経営者・三枝の3番目の妻） - 林田麻里
- 星崎奏（半グレのリーダー） - 近藤雄介
- 成田拓海（大学生・忍の息子） - 中村冠太
- 宮沢憲一（検事） - 赤堀二英
- 川村玉雄（警視庁奥多摩警察署 刑事） - 田上ひろし
- 裁判長 - 平尾仁
- 垣山亮介（カフェバー「バストラップ」オーナー） - みっちー
- 宮本みゆき（警視庁東王子警察署 婦警） - 葉月美沙子
- 大田尚人（半グレ） - 鹿野宗健
- 中村潔（半グレ） - 武田一馬
- 小林治（半グレ） - 大森大樹
- 藤田修一（大学生・エステ店の空き巣） - 影山徹
- 竹田泰之（そば屋「二八そばの店 飛鳥山本店」の空き巣） - 葉山昴
- 三枝家の隣家の主婦 - 森川しゅう
- 三枝信介（元飲食店経営者） - 目黒祐樹

第26作「年忘れ!!大感謝スペシャル」（2022年）
- 来島くるみ（行人の婚約者） - 中村静香
- 白川儀助（飛鳥酒造 杜氏・製造部長） - 野添義弘
- 柴門奈々未（飛鳥酒造酵母研究所 研究員） - 奥田恵梨華
- 高柳美佐子（飛鳥酒造 専務・修作の妻） - 磯西真喜
- 高柳真凛（修作と美佐子の娘・薫と敦の妹） - 我妻三輪子
- 馬場孝治（飛鳥酒造 総務部長） - 山崎直樹
- 高柳ゆかり（敦の妻） - 稲沢朋子
- アキラ・ワインスタイン（M&Aファンド 社員） - マイケル・キダ
- 清水裕子（国際NGO・薫の大学のゼミ仲間） - 比佐廉
- 稲葉隆（飛鳥酒造 総務部員） - 菊池隆志
- 吉村莉子（飛鳥酒造 総務部員） - 夕帆
- 大木健太朗（西王子信用金庫） - 大村健二
- 村山（代議士） - 伊吹謙太朗
- 地元商店街の株主 - 小川源多
- 安西（警視庁千駄木警察署 刑事） - 岩永ひひお
- 黒沢（警視庁公安部外事一課 警部補） - 岡野友紀
- 向井サチ（飛鳥酒造酵母研究所 研究員） - 菅家ゆかり
- 鑑識 - 斎門政之
- 王子中央病院 医師 - 小川ガオ
- 新商品発表会の受付係 - 泉見優羽
- 王子中央病院 看護師 - 島村みやこ
- 千夏（馬場の元妻） - 森川しゅう
- 団子屋「平塚亭」店員 - 田村愉美、橘花春輝
- 高柳薫（飛鳥酒造酵母研究所 所長・修作と美佐子の長男・去年死亡） - 河相我聞（幼少期：森島律斗）
- 高柳敦（飛鳥酒造 常務・修作と美佐子の次男） - 本宮泰風（幼少期：吉浦凜星）
- 高柳修作（飛鳥酒造 6代目社長） - 林与一

第27作「最終回！大千秋楽スペシャル」（2024年）
- 栗山敬太（一級建築士・喜一郎の息子） - 吉村界人
- 大谷光平（財務省から警察庁に出向中・南の婚約者） - 黄川田雅哉
- 栗山南（喜一郎の娘・敬太の姉） - 内藤理沙
- 酒井恒夫（「飛鳥の森団地」の住人） - 春海四方
- 前田大悟（「飛鳥の森団地」の住人・偽名「山田大介」） - 田上ひろし
- 吉田みどり（「飛鳥の森団地」の住人） - 遠藤久美子
- 久保慎介（喜一郎の運転手） - 山口良一
- 白井達彦（マロンホーム 専務取締役） - 赤堀二英
- 相馬剛（「飛鳥の森団地」の住人・誘拐の実行犯） - 辻大樹
- 谷口真弓（「飛鳥の森団地」の住人） - 松城凜
- 村上隆子（スナック「蝶」ママ） - 田中良子
- 団子屋の師匠 - 柴田次郎
- 記者 - 住吉晃典
- 記者 - 真砂豪
- 結婚式場スタッフ - 菊池隆志
- 柴崎知輝（「飛鳥の森団地」の住人・誘拐の実行犯） - 佐織迅
- 牧師 - 高橋護
- 金森副大臣の秘書 - 新虎幸明
- 川島香（栗山家の家政婦） - 森川しゅう
- 鑑識 - 斎門政之
- 野上（警視庁東王子警察署 刑事） - 野上幸造
- 団子屋「平塚亭」店員 - 橘花春輝、田村愉美
- 砂川（警視庁東王子警察署 刑事） - 津阪雄一
- 佐々木好子（「飛鳥の森団地」の住人） - 鷲尾真知子
- 金森保（国土交通省副大臣） - 浜田晃
- 栗山喜一郎（マロンホーム 社長） - 三宅裕司

## スタッフ
- 脚本 - 西岡琢也（第1作）[11]、深沢正樹（第2作 - 第6作）、水谷龍二（第7作 - 第9作・第11作 - 第14作・第20作）、岡崎由紀子（第10作・第15作 - 第19作・第21作 - 第23作・第25作 - ）、小川眞住枝（第23作）、小松江里子（第24作）
- 音楽 - 吉川清之（第5作）、久場超（第23作）
- 監督 - 梶間俊一、田村孝蔵
- 撮影 - 池田健策（第1作 - 第6作）、上林秀樹（第7作）
- 照明 - 目時威邦（第1作 - 第5作・第7作）、山口賢二（第6作）
- 録音 - 船田浩二（第1作 - 第6作・第7作）
- VE - 石川友一（第1作・第2作）、高瀬尚一（第3作）、小森広美（第4作 - 第6作）、古川明（第7作）
- 編集 - 只野信也（第1作 - 第6作・第7作）
- VTR編集 - 山崎進（第2作 - 第5作）
- MA - ブル（第1作）、備後正太郎（第2作）、飯塚大樹（第3作）、宮崎匡宏（第4作）、脇田結花（第5作）、帆田亜弥（第7作）
- スクリプター - 久保田民子（第1作・第5作）、長谷川まゆみ（第2作）、岩倉みほ子（第3作・第4作）、小関ひろみ（第6作）、目黒亜希子（第7作）
- 美術 - 桑名忠之（第1作 - 第6作 - ）
- 装置 - 紀和美建（第1作）、小林英之（第2作）、川上直人（第3作・第5作）、荒川尚文（第4作）、大場繁（第6作）
- 装飾 - 天野竜哉（第1作）、武藤順一（第2作）、高桑道明（第3作・第5作・第6作）、岡本國昭（第4作）
- 持道具 - 佐々木理恵（第2作・第4作・第5作）、林亜希子（第3作・第6作）
- 衣裳 - 江橋綾子（第1作・第2作）、谷川亜希（第3作）、宮内明美（第4作）、山田夏子
- スタイリスト - 梶原寛子（第1作 - 第5作）、佐高美智代（第1作）、久保木裕子（第3作）、江島モモ（第4作）
- メイク - 入江正幸（第1作）、田村小春（第1作）、入江荘二（第2作・第3作）、山内聖子（第4作 - 第6作）
- 選曲 - 合田豊（第1作 - 第3作）、吉川清之（第4作）
- 音楽 - 吉川清之（第5作）
- 音響効果 - 佐々木英世（第1作）、橋本正二（第2作 - 第4作）、橋本正明（第5作）
- スチール - 阿部昌弘（第1作・第2作）、むらやまあつひと（第3作）、すみのえゆきお（第4作）、奈良則孝（第5作・第6作）、成田俊昭（第7作）
- プロット協力 - 金子香緒里（第23作）
- 技術 - オーエイギャザリング（第1作 - 第3作）、アップサイド（第4作・第5作・第7作）
- 仕上げ協力 - ブル（第1作）、スタジオブル（第4作）、Bull（第5作）
- ロケ車輌 - アスカ・ロケリース（第1作）、ストロングワーク（第2作 - 第4作）、日本照明（第5作 - ）
- 劇用車 - インペリアル（第4作・第5作）
- カースタント - アクティブ21（第2作）
- 技斗 - 齋藤一之（第1作）、西本良治郎（第6作 - ）
- 擬斗 - 齋藤一之（第2作）
- 殺陣師 - 西本良治郎（第4作・第5作）
- 医療指導 - 石田喜代美（第2作）
- ロケコーディネーター - 中村順子（第2作・第4作・第5作）、早瀬主税（第5作）
- 方言指導 - 鈴木有子（第1作）、外谷勝由（第5作）、猪瀬光博（第6作）
- 落語指導 - 林家しん平（第5作）
- 助監督 - 金佑彦（第1作・第2作・第4作・第6作）、田村孝蔵（第3作、第5作）、深野剛義（第7作）
- 演技事務 - 高地宏明（第3作）
- 制作デスク - 大山恵子（第1作）、高地宏明（第4作）、橋本憲（第5作）、藤並俊一郎（第6作）
- 制作主任 - 大沢忠生（第2作 - 第5作）
- 進行主任 - 金井光則（第1作）
- 広報担当 - 豊島晶子（第1作 - 第4作）
- 宣伝 - 豊島晶子（第5作）
- 制作担当 - 東一盛（第1作）、今村勝範（第1作）、山田光男（第2作・第3作）、塚本幸雄（第4作・第5作）、大沢忠生（第6作 - ）
- 制作担当補 - 藤並俊一郎（第4作・第5作）

- 撮影協力
  - 第1作 - 戸田家、鳥羽市観光協会、ミキモト真珠島、club KING、ホテルラングウッド、JR東海、近畿日本鉄道
  - 第2作 - 宝生閣、飛驒高山観光協会、飛驒高山まつりの森、全国伝統的工芸品センター、フォーチューン、タムラ製作所
  - 第3作 - 伊香保東急ビラ、榛名吾妻荘、パレスホテル大宮、ホテルベルクラシック東京、SOFITEL TOKYO、NORITU KOKI、 株式会社タムラ製作所、TIS株式会社
  - 第4作 - 堂ヶ島ニュー銀水、西伊豆町、平塚亭、篠原演芸場、THE CRANE、TAMURA、乃木會館
  - 第5作 - あてま高原リゾート ベルナティオ、越後十日町 小嶋屋、きもの絵巻館、十日町フイルムコミッション、柏崎市高崎町、日本料理 瑞鳳、平塚亭、扇屋、TAMURA、白木屋王子駅前店、入間市博物館 ALIT、乃木會館、北ケーブルTV、嵐山町
  - 第6作 - 栃木県フィルムコミッション、宇都宮観光コンベンション協会、東武鉄道、尚美学園大学
  - 第7作 - 天成園、箱根ロープウェイ、憲政記念館
- 音楽協力 - テレビ朝日ミュージック
- ラインプロデューサー - 平原大志（第12,13作）、藤並俊一郎（第14作）
- プロデューサー
  - テレビ朝日 - 佐藤涼一（第1作）[11]、井圡隆（第1作）[11]、松本基弘（第2作 - 第16作）、島川博篤（第5作）、大川武宏（第17作 - ）
  - 東映 - 加藤貢（第1作 - 第3作）、金丸哲也（第1作 - 第25作[注 26]）、 丸山真哉（第3作 - 第6作・第8作）、小髙史織（第18作）、森田大児（第19作 - ）、土井健生（第26作 - ）
- 制作 - テレビ朝日、東映

## 放送日程
- 第5作、第8作は21時30分から23時21分までの放送。
- 製作は第7作より第8作の方が先である。
- 第9作は2012年6月30日に放送を予定していたが、前日に死去した地井武男主演作品『大崎郁三の事件散歩』を放送することになり延期となった。
- 第10作は2013年4月13日 21時30分から23時36分に放送する予定だったが、北朝鮮情勢の変化により『そうだったのか!池上彰の学べるニュース』緊急生放送スペシャルを放送するため延期となった。
- 第15作は木曜日20時から21時48分の「ミステリースペシャル」枠にて放送。
- 第16作は日曜日10時から11時50分の日曜ワイド枠で放送。
- 第17作は日曜日21時から22時54分の「ミステリースペシャル」枠にて放送。
- 第14作は2017年5月21日の『日曜ワイド』にて、『ミステリー傑作選』として、短縮版を再放送。
- 第11作は2017年9月10日の『日曜ワイド』にて、『ミステリー傑作選』として、短縮版を再放送。
- 第19作は20時から22時6分までの繰り上げ・拡大放送。

| 話数 | 放送日         | サブタイトル | 脚本                  | 監督     | 視聴率 |
| ---- | -------------- | --- | --------------------- | -------- | ------ |
| 1    | 2003年8月23日  | 叩き上げ刑事とキャリア警視の父娘が挑む連続殺人！ 伊勢志摩の真珠に秘められた謎の連鎖                                                               | 西岡琢也              | 梶間俊一 | 14.3%  |
| 2    | 2005年8月6日   | 飛騨高山・郡上八幡に隠された男と女の殺意 | 深沢正樹              | 梶間俊一 | 13.3%  |
| 3    | 2006年6月24日  | 居眠り刑事とエリート女警視父娘が超高級エステに潜入捜査！ 美人モデル連続殺人 伊香保温泉に金と愛欲の罠!!                                            | 深沢正樹              | 梶間俊一 | 16.9%  |
| 4    | 2007年8月11日  | 海面2m!! 時間差殺人の謎 赤水門と西伊豆堂ヶ島の殺意                                                                                                | 深沢正樹              | 梶間俊一 | 12.8%  |
| 5    | 2009年3月28日  | 新潟十日町着物ショーに父娘潜入捜査！狙われた王子の狐！時限発射トリックの謎!!                                                                      | 深沢正樹              | 梶間俊一 | 14.4%  |
| 6    | 2010年4月3日   | 日光鬼怒川 明智伝説がつなぐ二つの転落死体!! 光秀は生き延びて家康に仕えていた!?                                                                    | 深沢正樹              | 梶間俊一 | 14.7%  |
| 7    | 2011年6月4日   | サクラソウは見ていた！死体に付いた花弁と女流画家の美しい罠                                                                                        | 水谷龍二              | 梶間俊一 | 15.0%  |
| 8    | 12月10日       | 東京タワーは知っていた！血痕が描く謎のルート 消えた少女の秘密!!                                                                                   | 水谷龍二              | 梶間俊一 | 16.2%  |
| 9    | 2012年10月13日 | 鬼女の絵馬がつなぐ二つの死体！ 商社連続殺人・創業家一族と美しきバレリーナの秘密！                                                                 | 水谷龍二              | 梶間俊一 | 14.9%  |
| 10   | 2013年6月22日  | 花笠まつり殺人事件 二つの死体と似顔絵の美女 山形かみのやま温泉〜楽焼絵皿に謎                                                                      | 岡崎由紀子            | 梶間俊一 | 13.5%  |
| 11   | 2014年6月7日   | 女性弁護士殺人事件 池袋23時〜荒川水門24時 空白の1時間に何が？                                                                                     | 水谷龍二              | 梶間俊一 | 14.1%  |
| 12   | 2015年7月25日  | 美しき死体〜ゴミ屋敷殺人事件〜幻の将棋の駒と消えた数億円の財産の謎                                                                                | 水谷龍二              | 梶間俊一 | 12.0%  |
| 13   | 12月26日       | 美しき女流作家の死 消えた殺害現場と“三角破り”の謎 那須塩原〜向島を結ぶ運命の紅い帯                                                                | 水谷龍二              | 梶間俊一 | 09.8%  |
| 14   | 2016年10月22日 | 殺人劇場！スポットライトを浴びた死体〜完全密室の謎                                                                                                | 水谷龍二              | 梶間俊一 | 10.0%  |
| 15   | 2017年4月6日   | 消えた遺言書 内縁の夫が次々と死ぬ…。 疑惑の女と娘の遺産争い 婚活パーティ潜入捜査！                                                                | 岡崎由紀子            | 梶間俊一 | 10.1%  |
| 16   | 7月30日        | 蕎麦職人が狙われた 8対2の殺人 | 岡崎由紀子            | 梶間俊一 | 07.4%  |
| 17   | 2018年1月14日  | 健診でまさかの告知!? 凸凹父娘コンビが挑む誘拐犯vs猪突猛進社長 東京王子〜埼玉〜千葉 孫のため1億円を運べ!! 泣き笑い人情捜査！                       | 岡崎由紀子            | 梶間俊一 | 09.8%  |
| 18   | 10月21日       | 女性記者が包丁で刺殺された！犯人は、その包丁を実演販売していた元夫!? おなじみ凸凹父娘コンビが殺人事件に隠された切ない真相と背後に潜む巨悪を暴く！ | 岡崎由紀子            | 梶間俊一 | 13.0%  |
| 19   | 2019年1月13日  | 消えたライフルが狙う大臣狙撃計画!? 凶弾が真実を襲う！ おなじみ凸凹父娘コンビが事件の根底に秘められた、切なくも深い親子愛に迫る…。                 | 岡崎由紀子            | 梶間俊一 | 11.5%  |
| 20   | 6月16日        | 容疑者が次々と浮かぶ中、鴨志田は、ひとりの男に“何か”を直感して…!? おなじみ鴨志田&真実が、事件の哀しい深層に迫る！                                 | 水谷龍二              | 梶間俊一 | 12.2%  |
| 21   | 10月20日       | 死の直前、被害者が語っていた“裏切り者”とはいったい誰なのか!? 複雑に絡み合った事件の真相、そして詐欺師父娘の愛憎を鴨志田&真実がひも解いていく！    | 岡崎由紀子            | 梶間俊一 | 10.3%  |
| 22   | 2020年1月19日  | 京都スペシャル 居眠り刑事映画デビュー!? 昭和名女優殺人… 1億円の幻絵画40年間の秘密!! 盗難美術品の闇ルートを追え!! 父娘初めての東京〜京都大捜査!!   | 岡崎由紀子            | 田村孝蔵 | 12.9%  |
| 23   | 7月19日        | 観衆の目前！人気マジシャンがパフォーマンス中に殺人事件発生!                                                                                       | 岡崎由紀子 小川眞住枝 | 梶間俊一 | 10.9%  |
| 24   | 9月20日        | 京都スペシャル2 父娘捜査再び古都へ！鴨さん映画出演！娘は運命の出会い!? 山間の静かな村で殺人… 能面の下の実情！                                     | 小松江里子            | 田村孝蔵 | 10.1%  |
| 25   | 12月24日       | おかしな刑事スペシャル 鴨さんVS敏腕弁護士!!リモートお見合い大騒動!!地元名物社長の死…裏の顔！勝ち目ゼロからの法廷大逆転！                          | 岡崎由紀子            | 梶間俊一 | 10.1%  |
| 26   | 2022年12月27日 | おかしな刑事2022 年忘れ!!大感謝スペシャル | 岡崎由紀子            | 梶間俊一 | 09.8%  |
| 27   | 2024年1月6日   | おかしな刑事 最終回！大千秋楽スペシャル | 岡崎由紀子            | 梶間俊一 | 09.8%  |

- 視聴率はビデオリサーチ調べ、関東地区・世帯・リアルタイム。

## おかしな弁護士
『おかしな弁護士』（おかしなべんごし）のタイトルで、スピンオフドラマが放送された。主演は石井正則。2017年8月6日に第1作、2018年1月14日に第2作が、テレビ朝日系列『日曜ワイド』枠（日曜日10時 - 11時50分）にて放送された。

### キャスト

#### 『おかしな刑事』の出演者
- 姉小路行人（武井昭一法律事務所 弁護士） - 石井正則[194][195]（学童期：蓬田直史[106]〈第2作〉）
- 武井昭一（武井昭一法律事務所 所長） - 正名僕蔵[194][195]
- 森聡子（武井昭一法律事務所 事務員） - 月岡鈴[196][197]
- 五十嵐進（警視庁捜査一課8係 刑事） - 駿河太郎（第1作[194]）
- 本間京一（警視庁管理官） - 中村俊介（第1作[194]）
- 田中孝典（警察庁刑事局長） - 上杉祥三（第2作）
- 工藤潔（警視庁東王子警察署刑事課 刑事） - 飯田基祐（第2作[197]）
- 大崎通夫（警視庁東王子警察署刑事課 刑事） - 伊東孝明[194][197]
- 和田一朗（警視庁東王子警察署刑事課 刑事） - 福本伸一（第1作[194]）
- 諸星雄一（警視庁東王子警察署 鑑識員） - 諸星敦（第2作）
- 三浦由紀子（行人の叔母） - 田島令子[194][195]
- 大崎裕子（大崎の妻） - 真瀬樹里（第2作[197]）
- 岡崎真実（警察庁刑事局勤務） - 羽田美智子[194][195]
- 鴨志田新一（警視庁東王子警察署刑事課 刑事） - 伊東四朗[194][195]

#### ゲスト（おかしな弁護士）
第1作（2017年）
- 小岩井光子（検事・武井昭一の修習生時代の直属の上司） - 長野里美
- 堀口康雄（俊子の甥・デイトレーダー） - 村上剛基
- 村上さゆり（久元家 家政婦・「パークハイツ石川中町」102号室の入居者） - 小林涼子
- 富田晃（スポーツクラブのオーナー） - 成瀬正孝
- 三浦広恵（スポーツクラブの会員・画廊経営者） - 松本海希
- 久元俊子（資産家・行人に遺言書の書き換えについて相談・スポーツクラブの元会員） - 横尾香代子
- 久元義郎（俊子の義弟・久元商運 社長） - 大鷹明良
- 石丸（裁判長） - ノモガクジ
- 工藤孝則（喫茶店店主・スポーツクラブの元会員） - 藤田宗久
- 遠山（刑事） - 菊池隆志
- 小室功（弁護士） - 野村昇史
- 横内（刑事） - 大橋てつじ
- 佐々木真司（堀口の友人） - 松永拓野
- 検察事務官（光子を担当） - 石倉直実
- 通報で「パークハイツ石川中町」に駆けつけた警察官 - 新虎幸明
- レストラン店員 - 井上貴惠

第2作（2018年）
- 久保佳未（武井昭一の見合い相手・トリマー） - 川上友里
- 丹羽浩二（フリーライター・加賀の知人） - 小宮孝泰
- 佐藤修（野上に手付金の200万円を預けた男性） - 三田村賢二
- 小谷典子（サクラソウ不動産 社員） - 斎藤ナツ子
- 加賀谷忠（サクラソウ不動産 元社員・ホスト） - 日向丈
- 野上豊一（サクラソウ不動産営業二課 元社員・弥生の亡夫） - 菊池隆志
- 石田（裁判官） - 笠兼三
- 千葉周作（宮島の飲み仲間） - 江端英久
- 津田寛太（サクラソウ不動産 専務） - 新納敏正
- 中沢徹（サクラソウ不動産営業二課 課長） - 青山勝
- 宮島繁雄（喫茶店「プラタナ」マスター） - ノモガクジ
- 宮島多香子（宮島の妻） - 山本南伊
- 野上弥生（姉小路行人の小学校時代の同級生・旧姓「藤田」） - 白羽ゆり（学童期：松田花）
- 久保丈太郎（久保丈太郎法律事務所 弁護士・佳未の父） - 大和田伸也

### スタッフ（おかしな弁護士）
- 脚本 - 水谷龍二[194][197]
- 監督 - 田村孝蔵[205][206]
- プロデューサー - 松本基弘（テレビ朝日 / 第1作）[205]、大川武宏（テレビ朝日 / 第2作）[206]、金丸哲也（東映）[205][206]
- 制作 - テレビ朝日[205][206]、東映[205][206]

### 放送日程（おかしな弁護士）
| 話数 | 放送日        | サブタイトル                                           | 脚本     | 監督     |
| ---- | ------------- | ------------------------------------------------------ | -------- | -------- |
| 1    | 2017年8月06日 | 初登場!おかしな刑事から生まれた新企画 こけし殺人事件   | 水谷龍二 | 田村孝蔵 |
| 2    | 2018年1月14日 | おかしな刑事から生まれたミステリー第2弾!! 美人にご用心 | 水谷龍二 | 田村孝蔵 |